# Ewa Komander
Ewa Komander (* 24. Februar 1985 in Kędzierzyn-Koźle) ist eine polnische Triathletin, polnische U23-Meisterin des Jahres 2007 und Elite-Vizemeisterin des Jahres 2013.

## Werdegang
Ewa Komander vertrat bis Ende 2010 den Verein Olimpia Poznań. 2007 wurde sie polnische U23-Meisterin Triathlon.
Im Jahr 2011 sollte sie für das Elite-Team Stadtwerke Team Witten in der deutschen Bundesliga an den Start gehen.

### Nationale Vizemeisterin Triathlon-Langdistanz 2013
Im Juli 2013 wurde sie polnische Vize-Staatsmeisterin auf der Triathlon-Langdistanz und im August auch Dritte auf der Kurzdistanz (1,5 km Schwimmen, 40 km Radfahren und 10 km Laufen).
Bei der Europameisterschaft auf der Mitteldistanz belegte sie 2015 den dritten Rang.
Bei der Challenge Mogán Gran Canaria wurde die damals 33-Jährige im April 2018 auf der Mitteldistanz Zweite hinter Yvonne van Vlerken.
Im Mai wurde sie in Spanien mit persönlicher Bestzeit Siebte auf der Mitteldistanz bei der Challenge Salou.
Im November 2019 wurde sie in Mexiko hinter Mirinda Carfrae Zweite beim Ironman 70.3 Los Cabos.
Die 39-Jährige gelegte im Juli 2024 den 13. Rang im Ironman Vitoria-Gasteiz.

## Sportliche Erfolge
| Datum/Jahr    | Rang | Wettbewerb                                           | Austragungsort  | Zeit     | Bemerkung                                                                        |
| ------------- | ---- | ---------------------------------------------------- | --------------- | -------- | -------------------------------------------------------------------------------- |
| 4. Aug. 2024  | 6    | Ironman 70.3 Gdynia                                  | Gdynia          | 04:28:05 |                                                                                  |
| 16. Juni 2024 | 4    | Challenge Gdansk                                     | Gdansk          | 04:26:32 | auf der Mitteldistanz; hinter der Deutschen Julia Skala                          |
| 25. Juli 2020 | 9    | POL Sprint Triathlon National Championships          | Rawa Mazowiecka | 01:09:55 | Staatsmeisterschaft Triathlon-Sprintdistanz, hinter Agnieszka Jerzyk             |
| 3. Nov. 2019  | 2    | Ironman 70.3 Los Cabos                               | Los Cabos       | 04:36:13 |                                                                                  |
| 20. Okt. 2018 | 4    | Challenge Peguera-Mallorca                           | Peguera         | 04:34:29 |                                                                                  |
| 5. Aug. 2018  | 3    | Ironman 70.3 Gdynia                                  | Gdynia          | 04:25:40 |                                                                                  |
| 27. Mai 2018  | 7    | Challenge Salou                                      | Cataluña        | 04:28:03 | auf der Mitteldistanz                                                            |
| 21. Apr. 2018 | 2    | Challenge Mogán Gran Canaria                         | Mogán           | 04:43:45 |                                                                                  |
| 7. Aug. 2016  | 2    | Ironman 70.3 Gdynia                                  | Gdynia          |          | Zweite hinter Diana Riesler                                                      |
| 8. Nov. 2015  | 8    | Ironman 70.3 Austin                                  | Austin          | 04:40:27 |                                                                                  |
| 9. Aug. 2015  | 3    | Ironman 70.3 Gdynia                                  | Gdynia          | 04:36:52 | Dritte hinter der Deutschen Diana Riesler und ihrer Landsfrau Paulina Kotfica    |
| 24. Mai 2015  | 10   | ETU Middle Distance Triathlon European Championships | Rimini          | 05:11:44 | Europameisterschaft auf der Mitteldistanz – im Rahmen der Challenge Rimini       |
| 17. Aug. 2013 | 3    | POL Triathlon National Championships                 | Polen           | 02:06:40 | Staatsmeisterschaft Triathlon-Kurzdistanz                                        |
| 19. Mai 2013  | 9    | ETU Middle Distance Triathlon European Championships | Barcelona       | 05:01:53 | Europameisterschaft auf der Mitteldistanz im Rahmen der Half Challenge Barcelona |
| 6. Sep. 2008  | 9    | ETU Triathlon European Championship U23              | Pulpí           | 02:15:39 | U23-Europameisterschaft                                                          |
| 30. Aug. 2007 | 30   | ITU Triathlon World Championship U23                 | Hamburg         | 02:13:10 | Triathlon-Weltmeisterschaft U23                                                  |
| 21. Juni 2003 | 34   | ETU Triathlon European Championship Junior Women     | Karlsbad        | 01:18:26 | Junioren-Europameisterschaft                                                     |

| Datum/Jahr    | Rang | Wettbewerb                                         | Austragungsort  | Zeit     | Bemerkung                                 |
| ------------- | ---- | -------------------------------------------------- | --------------- | -------- | ----------------------------------------- |
| 14. Juli 2024 | 13   | Ironman Vitoria-Gasteiz                            | Vitoria-Gasteiz | 09:31:34 |                                           |
| 20. Nov. 2022 | DNF  | Ironman Mexico                                     | Cozumel         | –        |                                           |
| 21. Juli 2013 | 2    | POL Long Distance Triathlon National Championships | Polen           | 04:18:14 | Staatsmeisterschaft Triathlon-Langdistanz |

(DNF – Did Not Finish)